# 嘉年華大街
《嘉年華大街》（英語：Carnival Row）是一部美國新黑色奇幻網路系列影集，改編自劇本《狂歡節謀殺》（A Killing on Carnival Row）。編劇團隊包括《環太平洋》編劇崔維斯·畢奇漢（Travis Beacham）、《4400》主創瑞尼·埃沙瓦利亞（René Echevarria）以及《世紀天才》初階編劇Stephanie K. Smith。導演則有《愛，進化》強·艾米爾（Jon Amiel）、《決戰異世界：弒血之戰》安娜·福斯特（Anna Foerster）、《唐頓莊園》安迪·哥達德（Andy Goddard）以及《關鍵密碼》導演保羅·麥格根（Paul McGuigan）。
《嘉年華大街》系列由奧蘭多·布魯和卡拉·迪樂芬妮主演，於2019年8月30日在亞馬遜影片首映。2019年7月，亞馬遜宣布將會拍攝《嘉年華大街》第二季。

## 故事背景
充滿維多利亞色彩的城市柏葛，人類在這裡和謎樣生物共存。隨著移民人口劇增，不同物種間的緊張關係也跟著上升，而一連串未解決的謀殺案正讓不穩定的和平局勢漸漸消逝。

## 角色

### 主要角色
- 奧蘭多·布魯 飾演 Rycroft Philostrate（Philo）

柏葛市警察隊的督察，為精靈與人類混血。本不該關心難民死亡事件，但卻著手調查一位精靈展演女子在狂歡節被謀殺的命案，深入調查的結果將帶來巨大的代價。
- 卡拉·迪樂芬妮 飾演 Vignette Stonemoss

精靈難民。逃離飽受戰爭蹂躪的家園來到柏葛市，但在這裡不僅要對抗猖狂的人類對她的偏見，還要應對跟隨著她來到新樂園的祕密。
- 賽門·麥克伯尼 飾演 Runyon Millworthy

一名街頭藝人，同時是Kobolds劇團的主人。
- 天芯·莫謙特（英语：Tamzin Merchant） 飾演 Imogen Spurnrose

與Agreus交往來維持其生活方式的女貴族，從Agreus那看到拯救自己貴族家庭由敗轉勝的機會。
- 大衛·蓋亞西 飾演 Agreus Astrayon

半人半羊的農牧神，蔑視社會秩序逕自進入富裕人類的居住地。
- 安德魯·高爾（英语：Andrew Gower (actor)） 飾演 Ezra Spurnrose

已故父親給他留下一個令人值得驕傲的事業，但如今被笨拙的他經手後，成了跨越主要大陸運送精靈的艱鉅事業。
- 卡拉·克蘿姆（英语：Karla Crome） 飾演 Tourmaline Larou

聰明靈敏的精靈，自飽受戰爭蹂躪的家園中被驅趕，被迫在妓院工作。
- 亞爾帝·弗斯漢（英语：Arty Froushan） 飾演 Jonah Breakspear

首相兒子，個性叛逆，魯莽行為給父母帶來潛在的災難。
- 印第拉·巴瑪 飾演 Piety Breakspear

富有狡詐，是統治柏葛市的家族成員之一。
- 傑瑞德·哈里斯 飾演 Absalom Breakspear

蠻橫且神祕的首相，被來自各方的政敵所圍攻。

## 外部連結
- 互联网电影数据库（IMDb）上《嘉年華大街》的资料（英文）